# Leelee Sobieski
Liliane Rudabet Gloria Elsveta Sobieski (Nueva York, 10 de junio de 1983), de nombre artístico Leelee Sobieski, es una actriz retirada de cine y televisión estadounidense, que se dio a conocer por su participación en la película Deep Impact (1998). A lo largo de su carrera ha sido nominada una vez al Emmy y dos veces a los Globos de Oro, entre otros premios.

## Biografía
Leelee Sobieski nació en Nueva York. Su madre, Elizabeth Sobieski (de soltera Salomon), es una productora de cine y guionista estadounidense y además su mánager, y su padre, Jean Sobieski, es un pintor francés y exactor. Tiene un hermano menor, Robert.
Su primer nombre, Liliane, era el de su abuela paterna. 
Uno de sus segundos nombres, Elsveta, deriva de "Elżbieta", que en polaco es el equivalente a "Elisabeth", pues su padre es descendiente de una antiquísima familia de la nobleza polaca.
Entre sus ancestros se encuentra el rey Juan Sobieski, quien a fines del siglo XVII ayudó a expulsar de las puertas de Viena a los turco otomanos, también tiene ascendencia suiza. Su abuelo materno, el capitán de la Marina de los Estados Unidos Robert Salomon, era judío, y Liliane creció en un "conglomerado religioso" familiar; del que ha dicho que está "orgullosa de todos sus orígenes". Asistió a la Trevor Day School y estudió literatura y bellas artes en la Universidad Brown, de Providence, Rhode Island.

## Carrera
Leelee fue descubierta por un cazatalentos en la cafetería de una escuela privada de Nueva York; a raíz de aquel encuentro se convirtió en candidata para el papel de Claudia en Entrevista con el vampiro (1994), que finalmente perdió ante Kirsten Dunst. Interpretó el personaje de Anna Yates en la película de tv Reencuentro fatal (1994), protagonizada por Marlo Thomas. A continuación desempeñó el papel principal en Un caballo para Danny (1995), película hecha para la televisión; más tarde, interpretó a la hija del personaje de Martin Short en la comedia De jungla a jungla, con Tim Allen.
Leelee saltó a la fama en su adolescencia con su aparición en la película Deep Impact (1998). La película fue un éxito financiero importante, recaudando más de 349 millones de dólares en todo el mundo, con un presupuesto de producción de 75 millones, y atrajo la atención de muchos directores de casting. Ese mismo año apareció en la película de Merchant Ivory La hija de un soldado nunca llora. El rendimiento de Sobieski recibió elogios de los críticos; Emanuel Levy de Variety escribió que: "La gracia de Sobieski es fuerte como una estrella en potencia, que combina el encanto físico con habilidad técnica". La película también le valió una nominación al Young Artist Award, así como una nominación por la Asociación de Críticos de Cine de Chicago.
En 1999, fue elegida como un papel secundario en la comedia adolescente Jamás Besada, que fue protagonizada por Drew Barrymore. Sobieski también actuó en Eyes Wide Shut de Stanley Kubrick. La película se estrenó con críticas generalmente positivas, pero generó varias controversias de censura debido a la naturaleza explícita de las escenas de sexo. Recordando la actuación junto a Tom Cruise, dijo que "era muy amable y considerado conmigo", y dice que su recuerdo más vívido de Stanley Kubrick fue que "realmente parecía tener algo mágico". El papel protagonista en la película de televisión Juana de Arco (1999) le valió una nominación al Emmy y una nominación al Globo de Oro y se convirtió en la actriz más joven para representar a Juana de Arco en una película. Recibió una segunda nominación para un Globo de Oro por su interpretación de Tosia Altman, en la también película para televisión, Rebelión en Polonia.  En el año 2000, formó parte del elenco de la película Aquí en la Tierra, por la que recibió una nominación a los Teen Choice Award.
En 2001 desempeñó el papel principal en la película de terror Nunca juegues con extraños junto a Paul Walker y Steve Zahn. La película recibió varias críticas favorables. Garth Franklin de Dark Horizons declaró que: "Sobienski hace un trabajo mejor que de costumbre". Ese mismo año fue elegida para el thriller La casa de cristal, en la que apareció junto a Diane Lane. La película no obtuvo críticas positivas y tuvo un decepcionante fin de semana con una recaudación de $ 5.738.448 con poca promoción. My First Mister, un drama de bajo presupuesto, también fue lanzado en 2001. El rendimiento de Leelee en el filme fue elogiado por los críticos; Pete Croatto del Filmcritic.com escribió: "En cuanto a Sobieski, que siempre me ha gustado, ella realiza otro buen trabajo. Esta vez se trata de un personaje inestable, 'La conflictiva chica gótica', y Sobieski encuentra el toque humano de su personaje y le da curso".
Sobieski obtuvo un papel protagónico en la película independiente L'Idole (2002), que se estrenó en el Festival de Cine Internacional de Toronto. Luego protagonizó junto a John Cusack, Max. También interpretó el personaje de Cecilia en la miniserie Les Liaisons dangereuses (2003), con Catherine Deneuve y Rupert Everett, una adaptación de la novela clásica de Laclos de intriga sexual, aprovechando su fluidez al hablar en francés. Ella interpretó el papel de Daneira en Hércules, una miniserie de televisión que se estrenó el 15 de mayo de 2005.
En mayo de 2006, el filme indie experimental Lying, en el que Sobieski protagonizó junto a Chloë Sevigny y Jena Malone, fue estrenado. La película se estrenó en el Festival de Cine de Cannes de 2006 y tuvo un estreno limitado en Estados Unidos en 2008. Apareció en el drama Heavens Fall como una de las mujeres jóvenes que acusan a nueve jóvenes negros de una violación en el sur segregado. Ese mismo año, apareció en las películas de terror In a Dark Place y The Wicker Man, esta última una película protagonizada por Nicolas Cage, que fue un remake de la película de 1973 del mismo título. No fue bien recibida por los críticos, con el New York Times afirmando que la película "no es ni inquietante ni divertida, simplemente aburrida".

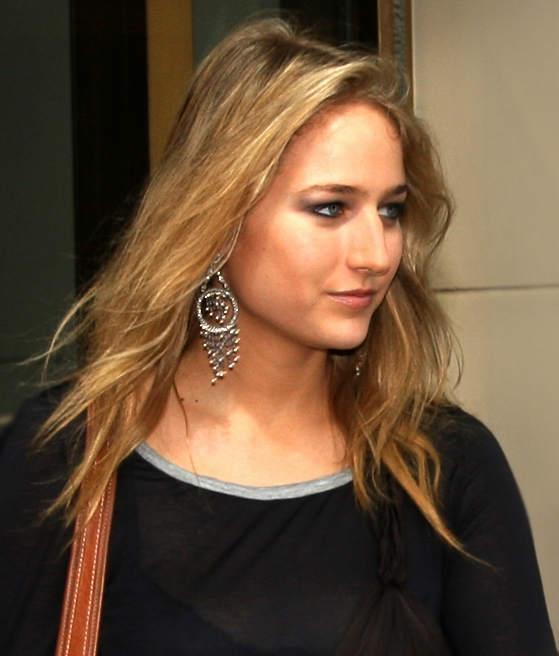
Leelee Sobieski en el Festival Internacional de Cine de Toronto 2007

La película de comedia independiente Walk All Over Me, protagonizada por Sobieski, fue proyectada en varios festivales de cine, comenzando con el Festival Internacional de Cine de Toronto 2007. La película trata sobre una mujer que se convierte en una dominatriz. Su siguiente película fue el thriller 88 minutos coprotagonizada por Al Pacino y Alicia Witt, el cual se estrenó el 18 de abril de 2008 en los Estados Unidos y ya se había estrenado en varios países en 2007. La película sufrió varias críticas y fue un éxito de menor importancia en la taquilla, ganando más de 32 millones de dólares en todo el mundo.
En enero de 2008, junto a Jason Statham, protagonizó In the Name of the King: A Dungeon Siege Tale, una película de fantasía inspirada en la serie Dungeon Siege, juego de video. Por su interpretación en 88 minutos e In the Name of the King: A Dungeon Siege Tale, recibió una nominación a los premios Razzie por "Peor Actriz de Reparto". A continuación, protagonizó la película Night Train siendo coprotagonista por segunda vez de Steve Zahn. En la película, ella desempeñó el papel de Chloe, una estudiante de medicina potencialmente letal.
En 2009, tuvo un pequeño papel en el drama biográfico Enemigos públicos, y en 2010 protagonizó junto a Denise Richards y Jamie Kennedy la película Finding Bliss, una comedia romántica acerca de un aspirante a cineasta puritano que se ve obligado a ir a trabajar para un productor de películas para adultos. La película fue estrenada el 4 de junio en Nueva York y el 11 de junio en Los Ángeles. Ha sido artista invitada en la serie de televisión Drop Dead Diva apareciendo en el capítulo "Secreto de una madre". Sobieski también desempeñó un papel principal en el drama de suspenso Acts of Violence. La película cuenta la historia de un hombre que está en una mission para matar a los hombres que violaron a su esposa. El rodaje de la película comenzó y terminó en Los Ángeles, California. La película fue lanzada en abril y mayo de 2010.
Se anunció que Leelee sería la estrella invitada en un episodio de la serie The Good Wife que salió al aire en enero de 2011 en la que aparecía como la novia de uno de los clientes más influyentes de Lockhart, Gardner-Bond. En el show, el personaje de Sobieski está acusado de usar estimulantes de prescripción.
Leelee obtuvo el papel de Abby Gibbons en un proyecto titulado The Mad Cow, lanzado a finales de 2012. También se unió al elenco de la comedia-drama titulado El último Festival de Cine, coprotagonizada por Dennis Hopper, Jacqueline Bisset, y Chris Kattan. El rodaje tuvo lugar en Nueva York.
Sobieski fue una de las estrellas en el drama de CBS NYC 22 junto a Adam Goldberg.
Sobieski continuó trabajando en películas y televisión hasta su retiro en 2012, después de lo cual se centró en su carrera artística.

## Vida personal

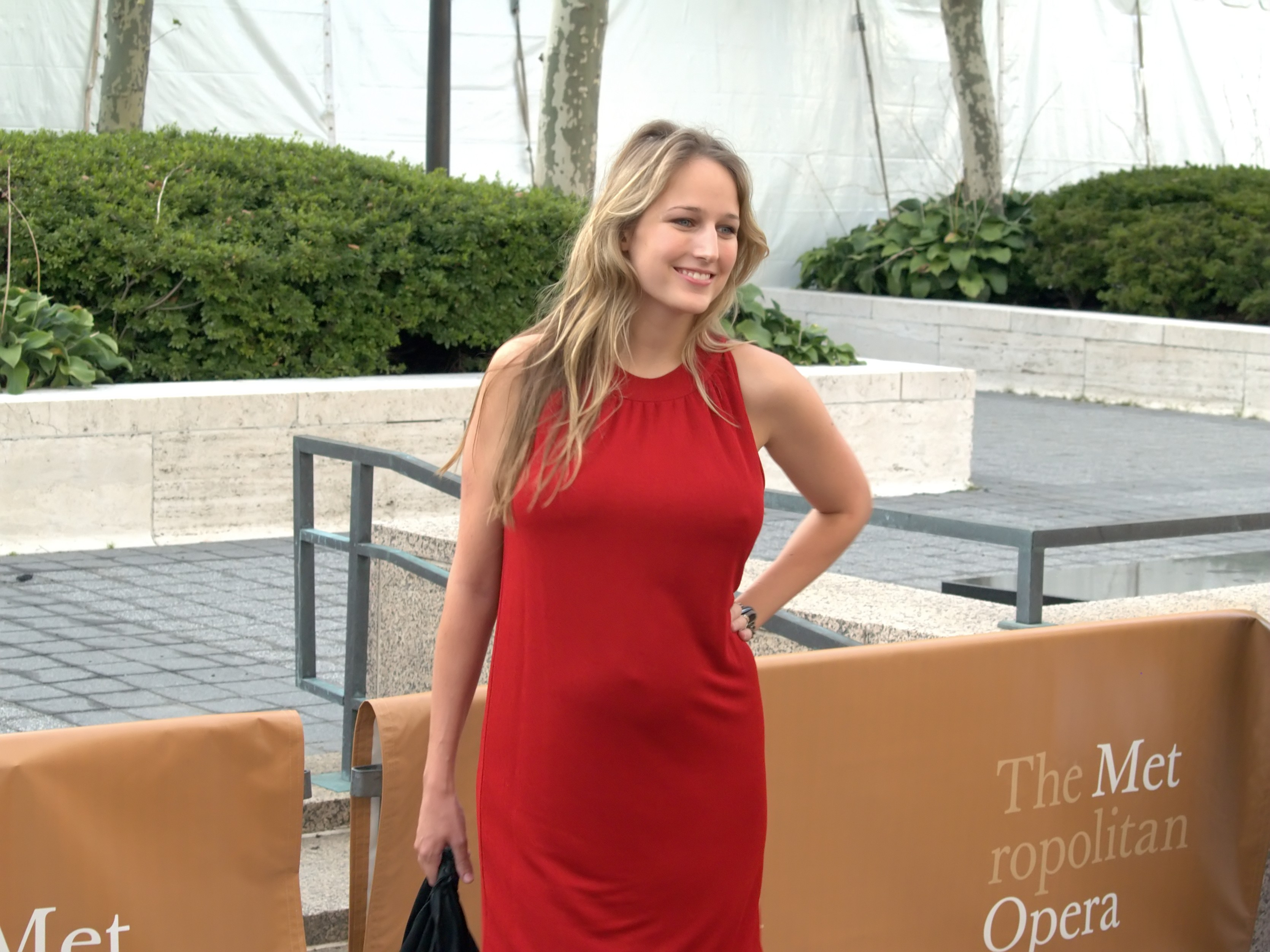
Leelee Sobieski, embarazada, en el Metropolitan Opera 2009.

Sobieski habla con fluidez el francés, que aprendió de su padre, quien vive actualmente en Francia. En enero de 2009, Leelee comenzó a salir con su futuro marido, el diseñador de moda Adam Kimmel. La pareja anunció su compromiso el 17 de julio de 2009. En diciembre de 2009, Sobieski dio a luz a una niña, Louisanna, en un hospital de la Ciudad de Nueva York. La pareja se casó en Italia el 31 de agosto de 2010.
Durante una entrevista, Sobieski habló acerca de sus puntos de vista sobre tener la felicidad y una actitud positiva: "La felicidad es una cosa muy extraña... que está en constante fluctuación... Probablemente suene algo cursi decirlo, pero tener una actitud positiva ayuda mucho a la felicidad, así como estimar tu trabajo y el apoyo de tu familia y amigos".

## Filmografía
| Año       | Título                                        | Papel                          | Notas                                         |
| --------- | --------------------------------------------- | ------------------------------ | --------------------------------------------- |
| 1994      | Reencuentro fatal                             | Anna Yates                     | Película para TV                              |
| 1995      | A Horse for Danny                             | Danielle 'Danny' Fortuna       | Película para TV                              |
| 1995-1996 | Charlie Grace                                 | Jenny Grace                    | Serie de TV; 9 episodios                      |
| 1996      | Grace al rojo vivo                            | Lucy                           | Serie de TV; 1 episodio: "Positively Hateful" |
| 1996      | The Home Court                                | Leslie                         | Serie de TV; 1 episodio: "Love, Death & Soda" |
| 1996      | NewsRadio                                     | Chica                          | Serie de TV; 1 episodio: "Arcade"             |
| 1997      | De jungla a jungla                            | Karen Kempster                 |                                               |
| 1998      | Deep Impact                                   | Sarah Hotchner                 |                                               |
| 1998      | La hija de un soldado nunca llora             | Charlotte Anne 'Channe' Willis |                                               |
| 1998      | F/X: The Series                               | Tanya                          | Serie de TV; 1 episodio: "Evil Eye"           |
| 1999      | Never Been Kissed                             | Aldys Martin                   |                                               |
| 1999      | Juana de Arco                                 | Juana de Arco                  | Película para TV                              |
| 1999      | Eyes Wide Shut                                | Hija de Milich                 |                                               |
| 2000      | Here on Earth                                 | Samantha 'Sam' Cavanaugh       |                                               |
| 2001      | My First Mister                               | Jennifer                       |                                               |
| 2001      | Nunca juegues con extraños                    | Venna                          |                                               |
| 2001      | The Glass House                               | Ruby Baker                     |                                               |
| 2001      | Rebelión en Polonia - Sublevación en el gueto | Tosia Altman                   | Película para TV                              |
| 2002      | L'Idole                                       | Sarah Silver                   |                                               |
| 2002      | Max                                           | Liselore von Peltz             |                                               |
| 2002      | Frasier                                       | Sheila                         | Serie de TV; 1 episodio: "Enemy at the Gate"  |
| 2003      | Les Liaisons dangereuses                      | Cécile de Volanges             | Miniserie                                     |
| 2005      | Hércules                                      | Deyanira                       | Película para TV                              |
| 2006      | Lying                                         | Sarah                          |                                               |
| 2006      | Heavens Fall                                  | Victoria Price                 |                                               |
| 2006      | In a Dark Place                               | Anna Veigh                     |                                               |
| 2006      | The Wicker Man                                | Hermana Honey                  |                                               |
| 2006      | Coven                                         | Narrador (Voz)                 | Corto                                         |
| 2006      | The Elder Son                                 | Lolita                         |                                               |
| 2007      | Walk All Over Me                              | Alberta                        |                                               |
| 2007      | In the Name of the King: A Dungeon Siege Tale | Muriella                       |                                               |
| 2007      | 88 Minutos                                    | Lauren Douglas                 |                                               |
| 2009      | Finding Bliss                                 | Jody Balaban                   |                                               |
| 2009      | Night Train                                   | Chloe                          |                                               |
| 2009      | Enemigos públicos                             | Polly Hamilton                 |                                               |
| 2010      | Acts of Violence                              | Olivia Flyn                    |                                               |
| 2010      | Drop Dead Diva                                | Samantha Colby                 | Serie de TV; 1 episodio: "A Mother's Secret"  |
| 2011      | The Good Wife                                 | Alexis Symanski                | Serie de TV; 1 episodio: "Breaking Up"        |
| 2011-2012 | NYC 22                                        | Jennifer 'White House' Perry   | Serie de TV;12 episodios                      |
| 2012      | Branded                                       | Abby Gibbons                   |                                               |
| 2016      | The Last Film Festival                        | Stalker                        | Filmada en 2009                               |
| 2018      | Amerikali Kiz                                 | Jenny                          | Filmada en 2009                               |

## Premios y nominaciones
| Año  | Premio                                  | Categoría                                                                            | Título                                                     | Resultado |
| ---- | --------------------------------------- | ------------------------------------------------------------------------------------ | ---------------------------------------------------------- | --------- |
| 1999 | Chicago Film Critics Association Awards | Actriz Más Prometedora                                                               | La hija de un soldado nunca llora                          | Nominada  |
| 1999 | Young Artist Awards                     | Mejor Actuación en una Película - Joven Actriz Protagonista                          | La hija de un soldado nunca llora                          | Nominada  |
| 1999 | Emmy Awards                             | Mejor Actriz Principal en una Miniserie o Película                                   | Juana de Arco                                              | Nominada  |
| 1999 | YoungStar Awards                        | Mejor Actuación por una Actriz Joven en una Miniserie/Película Hecha para Televisión | Juana de Arco                                              | Ganadora  |
| 1999 | YoungStar Awards                        | Mejor Actuación por una Actriz Joven en una Película de Comedia                      | Jamás besada                                               | Nominada  |
| 2000 | Golden Globes                           | Mejor Actuación por una Actriz en una Miniserie o Película para Televisión           | Juana de Arco                                              | Nominada  |
| 2000 | Satellite Awards                        | Mejor Actuación por una Actriz en una Miniserie o Película Hecha para la Televisión  | Juana de Arco                                              | Nominada  |
| 2000 | Teen Choice Awards                      | Cine - Elección a la Performance Emergente                                           | Aquí en la tierra                                          | Nominada  |
| 2000 | Young Hollywood Awards                  | Superestrella del Mañana - Mujer                                                     |                                                            | Ganadora  |
| 2002 | Golden Globes                           | Mejor Actuación por una Actriz en una Miniserie o Película para Televisión           | Uprising                                                   | Nominada  |
| 2009 | Razzie Awards                           | Peor Actriz de Reparto                                                               | 88 minutos y In the Name of the King: A Dungeon Siege Tale | Nominada  |